# 大内啓伍
大内 啓伍（おおうち けいご、1930年〈昭和5年〉1月23日 - 2016年〈平成28年〉3月9日）は、日本の政治家。勲等は正三位勲一等。厚生大臣（第75・76代）、民社党委員長（第7代）・書記長（第6代）・政策審議会長（第4代）、衆議院沖縄及び北方問題に関する特別委員長、自由連合総裁（初代）、衆議院議員（通算6期）等を歴任した。

## 来歴
東京市京橋区（現在の東京都中央区）生まれ。生家は銀座の割烹旅館。早稲田大学第一法学部卒業後、アメリカ合衆国のイェール大学大学院に留学した。学生時代は当初司法試験受験を目指していたが、実家の割烹旅館を訪れていた衆議院議員の春日一幸に誘われ、政界入りした。1953年、右派社会党政策審議会事務局に就職。1960年の民主社会党（後に民社党に改称）結党に参加し、党政策審議会事務局長や、非議員ながら副会長も務める。1971年には民社党の理論誌『革新』を創刊し、同誌編集長を務めていた（ただし編集の実務は、党職員の寺井融が行っていた）。
1972年、民社党訪中団に参加して中華人民共和国に入国し、共同声明で日中国交正常化への支持が表明される。
1973年、アウグスト・ピノチェトによるチリ・クーデター後、民社党チリ調査団に参加してチリに入国。12月18日にピノチェトの取材を行い、チリ・クーデターへの支持を表明する。
1976年、第34回衆議院議員総選挙に民社党公認で旧東京2区（定数5）から立候補し、得票数3位で初当選した（同期当選に青山丘・中井洽・中野寛成・米沢隆らがいた）。旧東京2区は石原慎太郎（自由民主党）や上田哲（日本社会党）、鈴切康雄（公明党）らがしのぎを削る激戦区であり、大内も党幹部でありながら毎回苦戦を強いられた。初当選後間もない1977年11月、当選1回ながら佐々木良作委員長の下で民社党政策審議会長に起用され、1985年に塚本三郎書記長の委員長昇格に伴い、後任の書記長に就任した。1984年、沖縄及び北方問題に関する特別委員長に就任。1986年の第38回衆議院議員総選挙では、撚糸工連事件で贈収賄の疑惑が持たれ、民社党を離党した横手文雄の記者会見に同席した影響からか、旧東京2区では立候補者6人中6位で、最下位で当選した日本共産党の岡崎万寿秀に約3,500票及ばず、大内のみが唯一落選した（この総選挙は衆参同日選挙だったため、立候補者が少なかった）。落選後も党書記長に留まっていたが、1989年2月に塚本委員長がリクルート事件への関与を疑われ、辞任。塚本執行部の総退陣により、大内も書記長を辞任する。
1990年の第39回衆議院議員総選挙では、旧東京2区から民社党公認で立候補。4年ぶりに当選し、衆議院議員に返り咲いた（入れ替わる形で、前回最下位当選の岡崎が落選）。この総選挙で民社党は20議席を割り込む大敗を喫し、永末英一委員長が引責辞任。後任の民社党委員長には、大内が就任した。同年、鈴木尚之を秘書に採用。1992年の第16回参議院議員通常選挙では、民社党の獲得議席は4議席に留まり、同党は院内交渉会派から転落した。1993年7月の第40回衆議院議員総選挙では解散前微増の15議席を獲得する。この総選挙の結果を受け、民社党を含む非自民8党派は細川護熙を首班に、連立政権の発足で合意。細川内閣で大内は厚生大臣に任命され、初入閣した。
1994年2月、細川首相は突如、消費税を廃止し、税率7%の福祉目的税を創設する「国民福祉税構想」を発表したが、所管大臣の大内はこれをまったく知らされておらず、武村正義内閣官房長官や村山富市社会党委員長に歩調を合わせ、同構想に反対（連立与党内の反対を受け、細川はすぐに撤回）。同年4月の細川退陣を受け、5党で発足した羽田内閣でも厚生大臣に再任されたが、羽田内閣はわずか64日で総辞職に追い込まれた。同年6月、民社党委員長を退任。12月には、新進党に合流するため、民社党は解党を決定する。しかし、創価学会が支持母体である公明党の参加に大内・塚本の両元委員長は反対し、新進党への参加を見送った。公明党の参加に反発したのは、大内が立正佼成会、塚本が霊友会の支援を受けていたという選挙事情が背景の一つにあった。大内は民社党解党直後に自由連合に参加し、実質的な名誉職である総裁に就任した。その後、村山内閣で与党に復帰していた自民党に1995年11月に入党し、自民党東京都連最高顧問に就任。一方、塚本も無所属（一時期愛知県の地域政党･新党民社の最高顧問を務めていた）を経て1996年1月に自民党に入党している。
1996年の第41回衆議院議員総選挙には東京4区から自民党公認で立候補したが、中選挙区時代も議席を争った無所属の新井将敬に3万票超の大差で敗れ、次点で落選。新井の死亡に伴う1998年の補欠選挙にも一旦は立候補を表明したが、加藤紘一幹事長から次期総選挙における比例名簿順位の優遇を確約され、立候補を見送る（補選には森田健作が立候補し、当選）。2000年の第42回衆議院議員総選挙では比例東京ブロックから自民党公認（名簿単独5位）で立候補したが、自民党の東京ブロックでの議席獲得数が4議席に留まったため、次点で落選。政界を引退した。
2016年3月9日、大田区の病院で肺炎により死去。86歳没。正三位に叙せられる。

## 著書
- 『朝のこない夜はない : 保革伯仲から連合時代へ』富士社会教育センター出版局、1975年2月1日。
- 『われ、事に後悔せず』大和出版、1995年3月20日。ISBN 4804713417。